# (5935) Останкино
(5935) Останкино (лат. Ostankino) — типичный астероид главного пояса, открыт 13 марта 1977 года советским астрономом Николаем Черных в Крымской астрофизической обсерватории и 20 июня 1997 года назван в честь московского района Останкино.

## Обнаружение и именование
(5935) Останкино
Открыт 13 марта 1977 года в Научном Н. С. Черных.
Назван в честь района Москвы, в состав которого входила деревня Останкино, загородная резиденция графов Шереметевых XVIII века. Среди достопримечательностей — загородный дом-музей, телебашня и центр, а также Мемориальный музей космонавтики.
Оригинальный текст (англ.)5935 Ostankino
Discovered 1977-03-13 by Chernykh, N. S. at Nauchnyj.
Named for a district of Moscow that included the village Ostankino, the eighteenth-century country seat of the counts Sheremetev. Among places of interest there are a country-house museum, television tower and center, and the Memorial Museum of Cosmonautics.
Источники: DISCOVERY.DB; M.P.C. 30098.

## Орбита

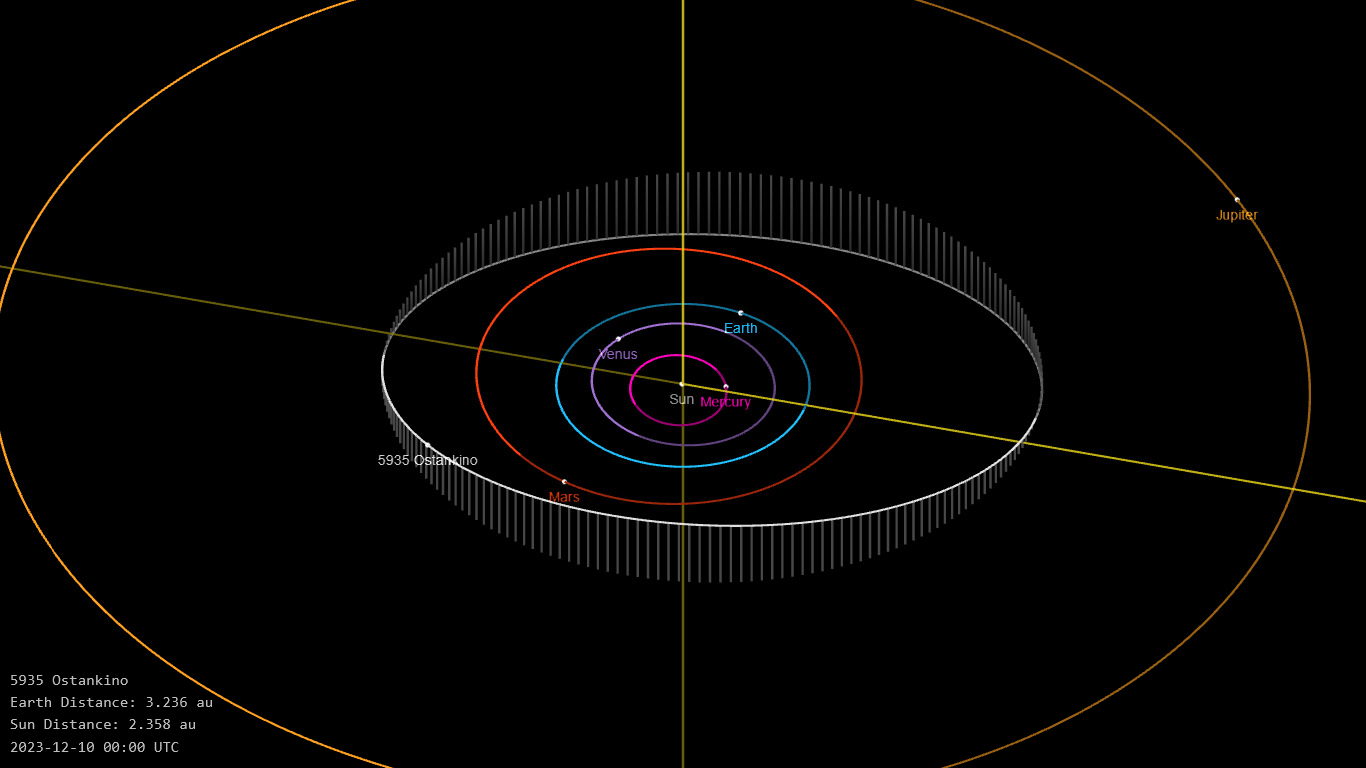
Орбита астероида Останкино и его положение в Солнечной системе

## Физические характеристики
Астероид относится к таксономическому классу S.
По результатам наблюдений в видимом и ближнем инфракрасном диапазоне космического телескопа NEOWISE диаметр астероида оценивался равным 6,891±0,135 км. Согласно тем же источникам альбедо оценивается как 0,1780±0,0094 и 0,178±0,009.